# Burgkunstadt
Burgkunstadt is een plaats in de Duitse deelstaat Beieren, gelegen in het Landkreis Lichtenfels. De stad telt 6.399 inwoners.

## Geografie
Burgkunstadt heeft een oppervlakte van 40,59 km² en ligt in het zuiden van Duitsland. De stad ligt aan de rechter- (noordelijke) oever van de Main; aan de overkant ligt de buurgemeente Altenkunstadt. 
Altenkunstadt ·
Bad Staffelstein ·
Burgkunstadt ·
Ebensfeld ·
Hochstadt am Main ·
Lichtenfels ·
Marktgraitz ·
Marktzeuln ·
Michelau in Oberfranken ·
Redwitz an der Rodach ·
Weismain